# Verbascum leianthum
Verbascum leianthum är en flenörtsväxtart som beskrevs av George Bentham. Verbascum leianthum ingår i släktet kungsljus, och familjen flenörtsväxter. Inga underarter finns listade i Catalogue of Life.